# 小行星1994
小行星1994（1994 Shane）是一颗围绕太阳公转的小行星。1961年10月4日，印第安纳大学在摩根县发现了此天体。
該小行星以美國天文學家C·唐納德·謝恩命名。
这颗小行星的绝对星等为12.2等。